# Metro w Palma de Mallorca

Mapa metra w Palma de Mallorca

Metro w Palma de Mallorca jest pierwszym systemem metra zbudowanym na Balearach. Metro zostało zbudowane dla usprawnienia komunikacji w dotychczas zatłoczonej Palmie. 
Obecnie sieć składa się z 8,5 km odcinka na którym znajduje się 9 stacji. Obsługę systemu zapewnia Serveis Ferroviaris de Mallorca (SFM). Pierwsze prace budowlane rozpoczęły się w 2004 roku by zakończyć się w 2007, tak więc budowa całej trasy przeprowadzona została w rekordowo szybkim tempie.

## Dane techniczne
Prześwit toru wynosi 1000 mm, pociągi korzystają z napowietrznej sieci trakcyjnej, tabor obejmuje sześć szerokich na 2,55  m i długich na 33 m wagonów wyprodukowanych przez firmę CAF.
Prawie wszystkie stacje umiejscowione są pod ziemią, jedynie odcinek trasy koło dworca kolejowego Son Sardina znajdują się na powierzchni. Perony stacji mają przeciętnie 80 m długości i 5 m szerokości.
Metro zostało tymczasowo zamknięte po lokalnej powodzi we wrześniu 2007, kiedy do tuneli wdarła się woda. 
Wydarzenie to wymusiło konieczność 10 miesięcznego remontu, który zakończył się 28 lipca 2008.

## Plany
Planuje się zbudować drugą linię, która będzie miała 11,8 kilometra długości i 15 stacji. Jej trasa będzie przebiegała od przystanku pierwszej linii Camí dels Rais, następnie przejedzie przez nowo budowane osiedla na północny zachód od centrum, osiedle Vileta i zachodnią część centrum. Na przystanku Plaça d'Espanya będzie się można przesiąść w pierwszą linię, a następnie pojedzie w kierunku północnego wschodu, równolegle do linii pierwszej. Trasa drugiej linii zakończy się na przystanku Rafal Nou.